# 硬梨菜
硬梨菜（かたりな、9月21日 - ）は、日本のweb小説作家。小説投稿サイト「小説家になろう」に作品を投稿している。

## 人物像
特撮やアニメ、ゲームなどを好んでおり、オマージュが作中に見られる。
アニメキャラクターの名セリフなどを使うこともしばしば。
自他共に認める設定厨で、たった一話にシャングリラ・フロンティアの重要な設定をたくさん詰め込んだりなどをしている。

## 作品一覧
シャングリラ・フロンティア 〜クソゲーハンター、神ゲーに挑まんとす〜〈既刊20巻週刊少年マガジン〉
書籍化せずにコミカライズ化されるというメディアミックス展開が行われており、2020年7月15日発売の『週刊少年マガジン』（講談社）2020年第33号より不二涼介によるコミカライズ版が連載中。2023年10月よりアニメ化も決定。
ゲーム化も決定
2025年1月時点で累計発行部数が1100万部を突破している。